# نسبة الكفاءة
نسبة الكفاءة هي النسبة التي تستخدم عادة في البنوك , لحساب العائد كنسبة مئوية ( الإيرادات/ المصاريف ) . وكلما كانت النسبة قليلة كلما كانت المصاريف قليلة , والأرباح مرتفعة . وتستخدم أيضا هذة النسبة في وصف رافعة التشغيل والتي تقيس النسبة بين التكاليف الثابتة مع التكاليف المتغيرة .

## أمثلة
إذا كانت المصاريف 40 $ والعائد 80 $ فإن نسبة الفائدة تكون 0.5 أو 50% .
ويمكن تعريف نسبة الكفاءة بمقدار ما تم صرفة لجني دولار . في المثال السابق فإنك تصرف 0.5 دولار لجني دولار .
- مثال:

إذا كان العائد 77442 ومصروفات التشغيل 39168 فهذا يجعل (الإيرادات/ تكاليف التشغيل )= 77442/ 39168 = 0.51 وتكون نسبة الكفاءة = 51 %

### شروط
- إذا كانت الفوائد ومصاريف بطاقات الائتمان (11941) تضاف إلى نفقات التشغيل فإن هذة النسبة تكون:

77442/ 51109= 0.66
- إذا تم حسابها (17271) كإيرادات فإن النسبة تكون:

94713/ 68380 = 0.72

وهي خارج قسمة المصاريف على الإيرادات.

## وصلات خارجية
نسبة الكفاءة